# فيكتور دينيس (مجدف)
فيكتور دينيس هو مجدف بلجيكي، (و. 1900 – 1989 م).

## وصلات خارجية
- فيكتور دينيس على موقع الاتحاد الدولي للتجديف (الإنجليزية)
- فيكتور دينيس على موقع أوليمبيديا (الإنجليزية)